# Gorgyrella
Gorgyrella là một chi nhện trong họ Idiopidae.